# Omegalebra vexillifera
Omegalebra vexillifera är en insektsart som först beskrevs av Baker 1899.  Omegalebra vexillifera ingår i släktet Omegalebra och familjen dvärgstritar. Inga underarter finns listade i Catalogue of Life.